# Jenny McCarthy
Jennifer McCarthy, detta Jenny (Chicago, 1º novembre 1972), è un'attrice, modella e conduttrice televisiva statunitense.
È apparsa in diverse pubblicazioni e video di Playboy, nonché come Playmate sul numero di ottobre 1993 (numero 481).

## Biografia
La madre Linda è casalinga e custode, mentre il padre Dan gestisce un'acciaieria. Nel 1992 si iscrisse alla Southern Illinois University di Edwardsville, in cui studiava per diventare infermiera. In mancanza di denaro per pagarsi gli studi, decide di fare dei servizi fotografici pagati dalla rivista Playboy, arrivando a comparire in prima pagina nell'ottobre 1993. Divenne una Playmate nel 1994, diventando uno dei più importanti sex symbol degli Stati Uniti.
Nell'estate del 1995 i produttori di MTV si accorgono di lei e la scelgono per presentare la trasmissione comico-demenziale Singled Out. Il successo ottenuto come VJ le dà l'opportunità prima di condurre il The Jenny McCarthy Show, poi di interpretare il telefilm Jenny, quasi completamente autobiografico e di condurre gli MTV Europe Music Awards del 1998 a Milano. Nel 1997 arrivò quinta nel concorso delle più belle donne del mondo organizzato dalla rivista FHM; un anno prima il settimanale People l'aveva inserita tra le 50 persone più sexy del pianeta. Nel 1998 sempre la FHM la mise al primo posto in quanto a bellezza; in questa speciale graduatoria fu 26º nel 2000, 62º nel 2001, 33º nel 2002 e 57º nel 2003 (per ciò che riguarda solo gli Stati Uniti d'America), 83º nel 2004 (e 18º negli USA) e 54º nel 2005, ma solo per ciò che concerne la sua nazione.

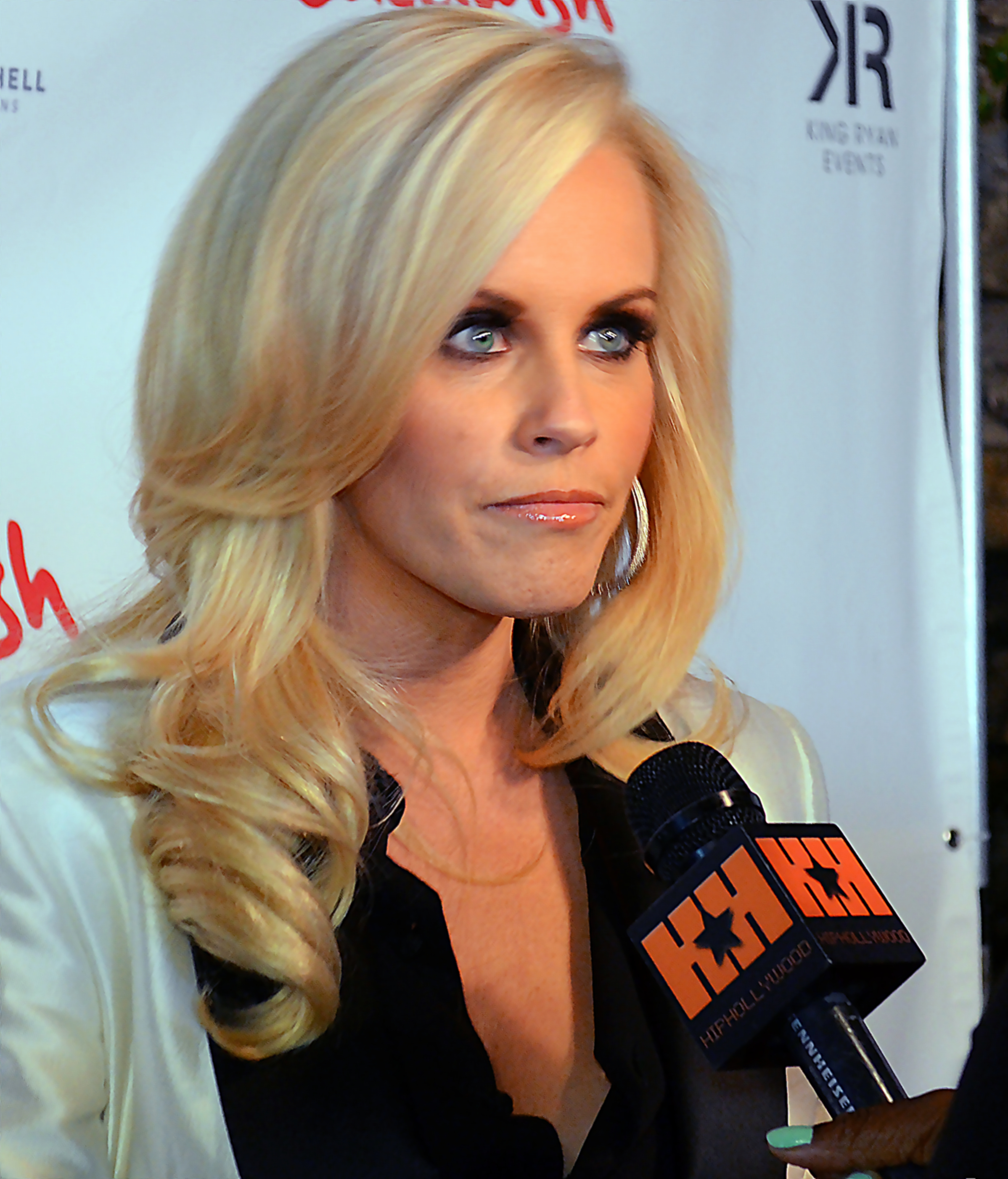
Jenny McCarthy nel 2012

Jenny McCarthy è anche apparsa in alcuni film come Cosa fare a Denver quando sei morto (1995, con Andy García e Steve Buscemi), The Stupids (1996), Baseketball e Diamonds (entrambi del 1998), Scream 3 (2000, di Wes Craven e con Courteney Cox) e Scary Movie 3 - Una risata vi seppellirà (2004), film demenziale in cui realizza un divertente siparietto iniziale con Pamela Anderson. Nel 2009 ottiene una parte in un episodio della serie TV Chuck. Ha inoltre scritto due romanzi autobiografici, Jen-X nel 1997 e Belly Laughs: The Naked Truth About Pregnancy and Childbirth nel 2004.
Rilevante è anche il ruolo di Courtney nella fortunata serie tv Due uomini e mezzo. Nel 2003 partecipò ad una puntata della serie Streghe. Nel 2005 ebbe il primo riconoscimento ufficiale come attrice: ricevette infatti un premio al Sundance Film Festival per la sua interpretazione in Dirty Love - Tutti pazzi per Jenny, da lei anche scritto; lo stesso film vinse 6 premi ai Razzie Awards 2005, tra cui il Razzie Awards come peggior attrice.
Nel 2006 è stata ingaggiata come commentatrice dalla Lingerie Football League; una delle squadre, le Chicago Bliss, aveva in formazione le sue sorelle Amy e Joanne. Nello stesso anno partecipa al film Il mio ragazzo è un bastardo nel ruolo di Lori, la madre della protagonista, mentre nel 2008, in collaborazione con la WWE, ha organizzato la 36ª edizione del WWE Saturday Night's Main Event per una raccolta fondi per i bambini affetti da autismo. Nello stesso anno interpretò Tanya nel gioco Command & Conquer: Red Alert 3 della Electronic Arts.
McCarthy ha scritto diversi libri sull'educazione genitoriale e ha promosso la ricerca sulle cause ambientali e sui trattamenti medici alternativi per l'autismo. Ha promosso l'idea, smentita dalla comunità scientifica internazionale, che i vaccini causino l'autismo, e ha affermato che la terapia chelante, anch'essa considerata pseudoscientifica e potenzialmente pericolosa, ha aiutato a curare suo figlio dall'autismo. Il proselitismo di McCarthy su queste opinioni è stato definito "pericoloso", "avventato" e "disinformato". È stata descritta dai giornalisti come "la più importante divulgatrice dell'ideologia no-vax della nazione" e "la testimonial del movimento anti-vaxx". Contesta la definizione di anti-vaccinista, affermando di auspicare un "programma vaccinale pro-sicurezza", espressione che ha incontrato forti critiche.

## Vita privata
Jenny McCarthy ebbe una storia con il suo manager Ray Manzella; quando la coppia si separò, si legò all'attore e regista John Asher, con cui si sposò l'11 settembre 1999. Dall'artista, da cui divorziò nell'agosto del 2005 per "gravi divergenze personali", ebbe un figlio di nome Evan, nato il 18 maggio 2002. Ha avuto una storia di cinque anni con Jim Carrey; i due si sono divisi nell'aprile 2010 annunciando la loro decisione attraverso il social network Twitter. Nel 2014 si è sposata con l'attore e musicista americano Donnie Wahlberg.

## Partecipazioni alle edizioni speciali di Playboy
- Playboy's Playmate Review Vol. 10, maggio 1994 - in copertina e sul retro, pagg. 82-91.
- Playboy's Girls of Summer '94, giugno 1994.
- Playboy's Book of Lingerie Vol. 38, giugno 1994.
- Playboy's Playmates at Play luglio 1994 - pagg. 6-7.
- Playboy's Book of Lingerie Vol. 39, settembre 1994 - pagina 25.
- Playboy's Wet & Wild Playmates settembre 1994 - pagina 73.
- Playboy's Book of Lingerie Vol. 40, novembre 1994.
- Playboy's Nudes novembre 1994 - copertina.
- Playboy's Playmates in Bed Vol. 1, gennaio 1995.
- Playboy's Supermodels, febbraio 1995.
- Playboy's Book of Lingerie Vol. 44, luglio 1995 - copertina.
- Playboy's Nudes, ottobre 1995.
- Playboy's Winter Girls, febbraio 1996.
- Playboy's Celebrating Centerfolds Vol. 1, dicembre 1998 - pagg. 6-7.

## Filmografia

### Cinema
- Cosa fare a Denver quando sei morto (Things to Do in Denver When You're Dead), regia di Gary Fleder (1995)
- The Stupids, regia di John Landis (1996)
- Baseketball, regia di David Zucker (1998)
- Diamonds, regia di John Asher (1999)
- Scream 3, regia di Wes Craven (2000)
- Scary Movie 3 - Una risata vi seppellirà (Scary Movie 3), regia di David Zucker (2003)
- Dirty Love - Tutti pazzi per Jenny (Dirty Love), regia di John Asher (2005)
- Il mio ragazzo è un bastardo (John Tucker Must Die), regia di Betty Thomas (2006)
- Wieners - Un viaggio da sballo (Wieners), regia di Mark Steilen (2008)

### Televisione
- Due poliziotti a Palm Beach (Silk Stalkings) – serie TV, episodio 3x21 (1994)
- Baywatch – serie TV, episodio 6x16 (1996)
- Wings – serie TV, episodio 8x03 (1996)
- Quell'uragano di papà (Home Improvement) – serie TV, episodio 8x17 (1999)
- Python - Spirali di paura (Python), regia di Richard Clabaugh – film TV (2000)
- Just Shoot Me! – serie TV, episodi 5x06, 5x12, 7x13 (2000-2003)
- The Drew Carey Show – serie TV, episodi 7x01, 7x02, 7x17 (2001-2002)
- Fastlane – serie TV, episodio 1x15 (2003)
- Streghe (Charmed) – serie TV, episodio 6x04 (2003)
- Perfetti... ma non troppo (Less than Perfect) – serie TV, episodi 1x14, 1x16, 2x12 (2003)
- One on One – serie TV, episodi 3x09, 3x16, 3x23, 3x24 (2003-2004)
- Una nuova vita per Zoe (Wild Card) – serie TV, episodi 1x17, 1x18 (2004)
- Hope & Faith – serie TV, episodi 1x22, 2x06, 2x07 (2004-2005)
- Le cose che amo di te (What I Like About You) – serie TV, episodio 3x12 (2005)
- Una pupa in libreria (Stacked) – serie TV, episodio 2x02 (2005)
- My Name Is Earl – serie TV, episodi 2x07, 2x08 (2006)
- Due uomini e mezzo (Two and a Half Man) – serie TV, 8 episodi (2007-2011)
- Sesamo apriti (Sesame Street) – serie TV, episodio 39x05 (2008)
- La figlia un po' speciale di Babbo Natale (Santa Baby), regia di Ron Underwood – film TV (2008)
- Chuck – serie TV, episodio 2x13 (2009)
- Santa Baby - Natale in pericolo (Santa Baby 2), regia di Ron Underwood – film TV (2010)
- Nashville – serie TV, episodio 2x19 (2014)

### Doppiaggio
- Shelly in Le avventure di Sammy
- Marcy in Le nuove avventure di Scooby-Doo

## Doppiatrici italiane
Nelle versioni in italiano delle opere in cui ha recitato, Jenny McCarthy è stata doppiata da:
- Chiara Colizzi in Dirty Love - Tutti pazzi per Jenny
- Francesca Guadagno in Baywatch
- Giò Giò Rapattoni ne Il mio ragazzo è un bastardo
- Francesca Fiorentini in Perfetti... ma non troppo
- Rossella Acerbo in Baseketball
- Monica Ward in Streghe
- Laura Nicolò in Chuck
- Alessandra Cassioli in Scream 3
- Alessandra Korompay in Scary Movie 3
- Gilberta Crispino in Due uomini e mezzo